# Комплекс Іони
Комплекс Іони - це захисний механізм психіки, який характеризується боязню власної величі, ухилянням від свого призначення, втечею від своїх талантів, страхом успіху.
Абрахам  Маслоу зробив припущення, що більшість людей (якщо не всі), потребують внутрішнього вдосконалення і шукають його. Його власні дослідження привели до висновку, що спонукання до реалізації людських потенцій є природним та необхідним. І все ж тільки деякі, як правило, обдаровані, люди досягають її (за Маслоу, менше, ніж 1% усього населення). Деякою мірою, справа в тому, що багато людей просто не бачать свого потенціалу, не знають про його існування і не розуміють користі самовдосконалення. Вони схильні сумніватися і навіть боятися своїх здібностей, тим самим зменшуючи шанси для самоактуалізації. Це явище Маслоу назвав комплексом Іони, це захисний механізм, що протидіє особистісному зростанню. 
А. Маслоу пише також про те, що в даному випадку людина стримує як найгірші, так і найкращі свої позиви, що заважає їй досягти в житті більшого за те, що вона досягає.
Практично кожна особистість могла б досягти більшого. В кожному індивіді є нереалізовані або нерозкриті можливості. Але багато людей відхиляються від шляху, призначеного природою, тому що, за Маслоу, намагаються уникнути відповідальності, яка покладається на особистість, відповідальності за свою долю.